# Aleyrodes spiraeoides
Aleyrodes spiraeoides là một loài côn trùng cánh nửa trong họ Aleyrodidae, phân họ Aleyrodinae.
Aleyrodes spiraeoides được Quaintance miêu tả khoa học đầu tiên năm 1900.